# Pico do Pedro

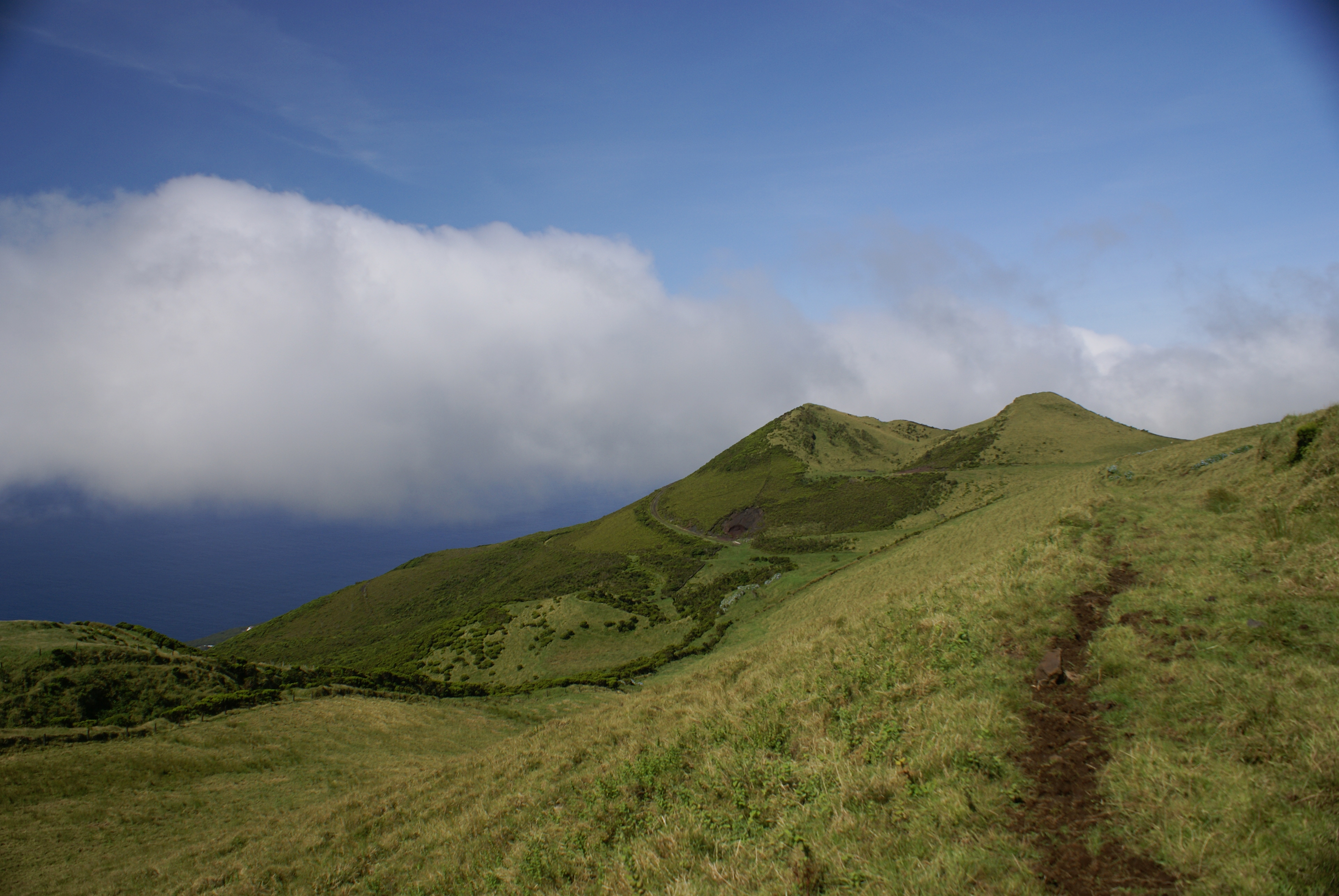
Pico do Pedro, cume.

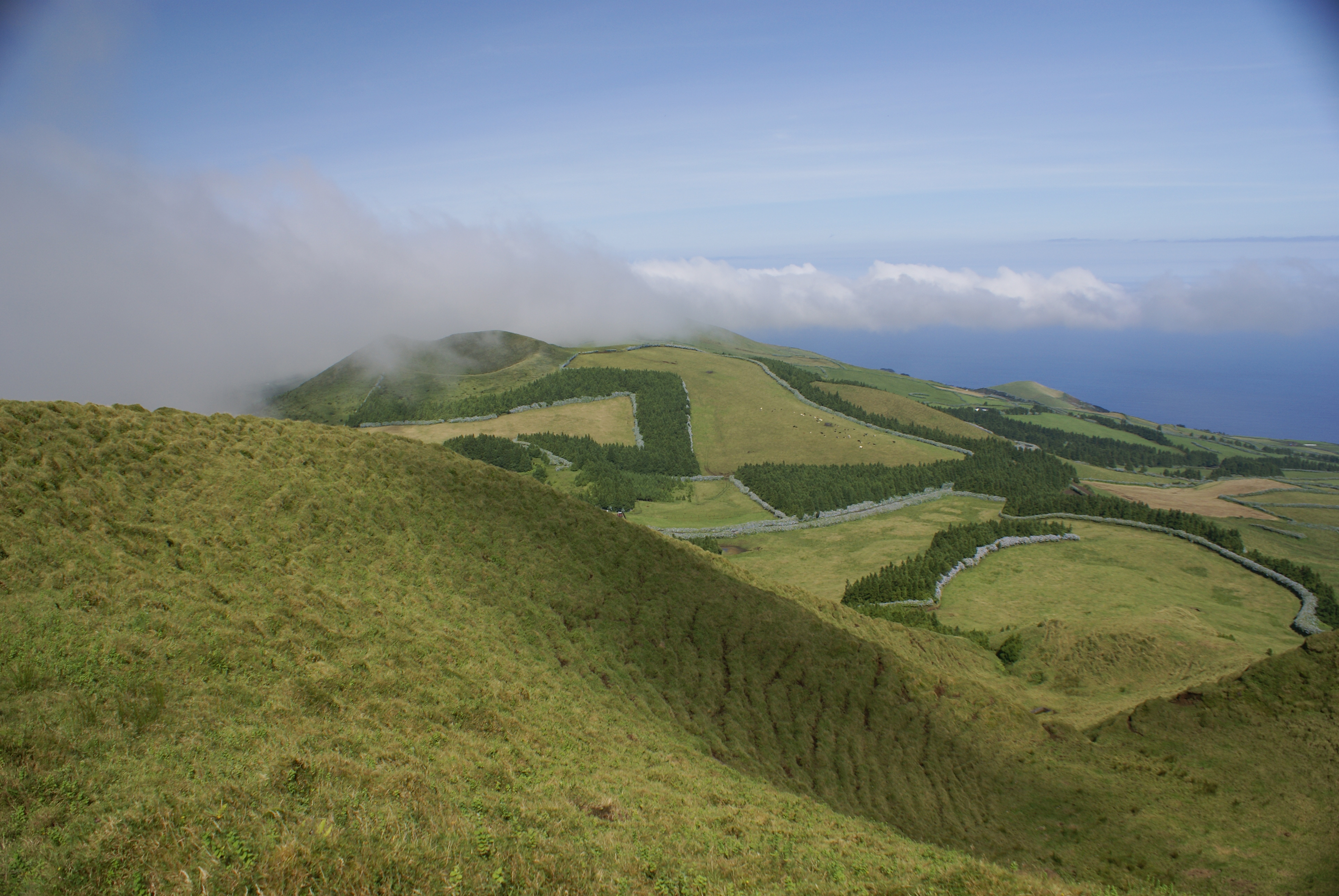
Pico do Pedro, Paisagem vista do cume.

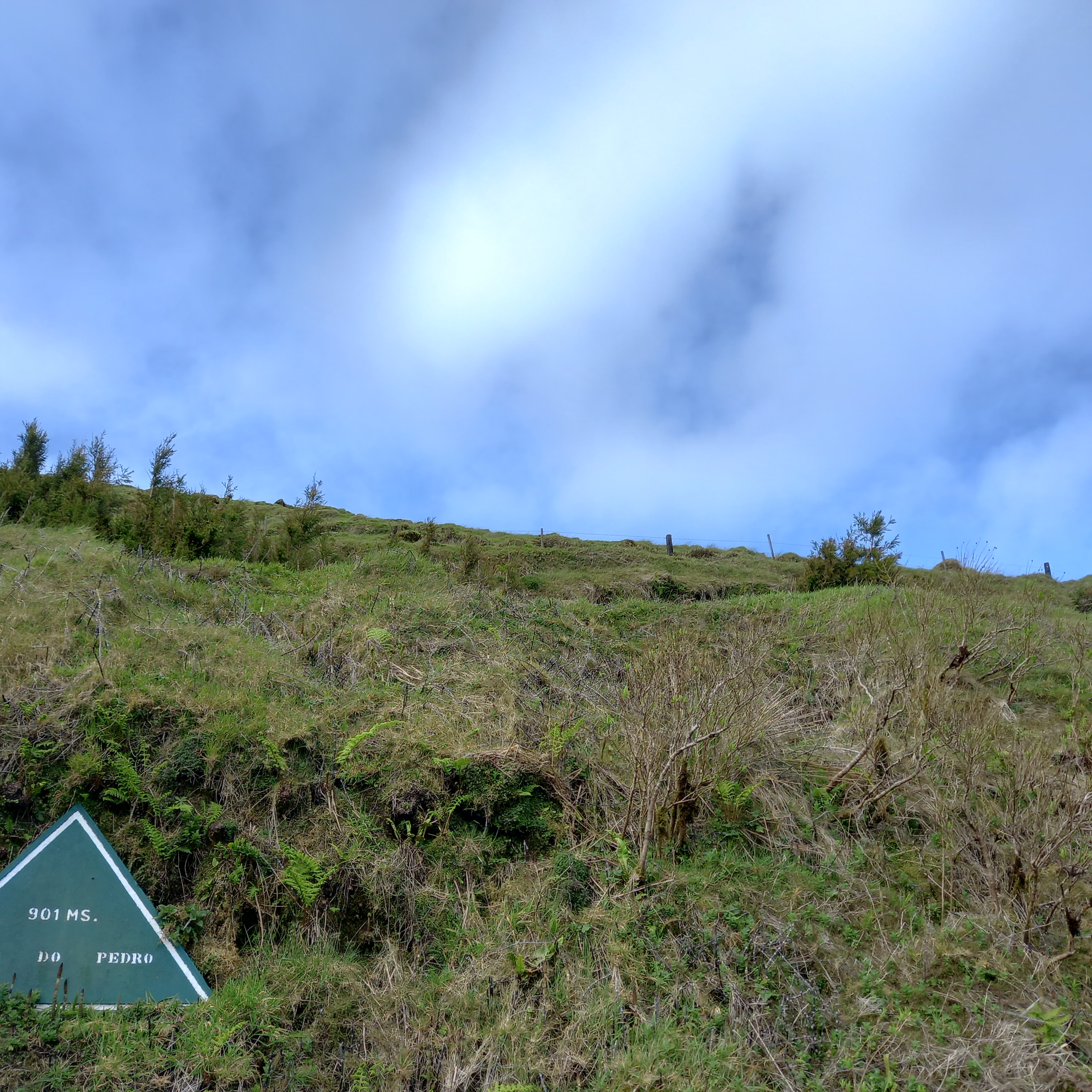
Pico do Pedro

O Pico do Pedro é uma elevação portuguesa localizada na freguesia açoriana da Urzelina, concelho de Velas, ilha de São Jorge, arquipélago dos Açores.
Este acidente geológico encontra-se geograficamente localizado próximo da Urzelina encontra-se intimamente relacionado com maciço montanhoso central da ilha de são Jorge do qual faz parte.
Esta formação geológica localizada a 901 metros de altitude acima do nível do mar apresenta escorrimento pluvial para a costa marítima e deve na sua formação geológica a um escorrimento lávico e piroclástico muito antigo.
Esta montanha faz parte de um dos principais percursos pedestres da ilha de São Jorge que se inicia neste pico, passa pelo Pico da Esperança e Fajã do Ouvidor.